# Thelaira hohxilica
Thelaira hohxilica är en tvåvingeart som beskrevs av Chao och Zhou 1996. Thelaira hohxilica ingår i släktet Thelaira och familjen parasitflugor. Inga underarter finns listade i Catalogue of Life.